# Phillips Academy
Phillips Academy Andover (también conocido como Andover, Phillips Andover o simplemente PA) es un colegio internado privado de alto rendimiento originariamente para varones y de carácter mixto en la actualidad ubicado en Andover, Massachusetts (cerca de Boston). Es la cuarta escuela privada más antigua de los Estados Unidos. A fecha de 2014, su presupuesto era de aproximadamente 1,000 millones de dólares. Esto es casi 900,000 dólares por estudiante, superando con creces el presupuesto por estudiante de la mayoría de las universidades americanas.
La academia educaba tradicionalmente a sus pupilos con el fin de que fueran más tarde a la Universidad de Yale. No obstante, la alianza se ha disuelto en los últimos años y hoy en día los estudiantes se matriculan en una gran variedad de universidades. Alrededor de un tercio de sus alumnos son admitidos cada año en una universidad de la prestigiosa Ivy League, convirtiéndolo en el colegio con el porcentaje más alto del mundo de admitidos en universidades de la Ivy League.
Phillips ha educado a dos presidentes estadounidenses, George H. W. Bush, y George W. Bush, así como a una innumerable lista de personas notables: tres premios Nobel y seis portadores de la Medalla de Honor Americana entre otros.
La escuela solo admite al 13 % de sus aplicantes (el porcentaje de admisión más selecto de cualquier colegio del mundo), y es tradicionalmente considerado como "el mejor colegio de América".
The Phillipian, el periódico estudiantil del colegio, es el periódico colegial más antiguo de los Estados Unidos.

## Historia
La Phillips Academy fue fundada en 1778 durante la revolución americana, como un colegio masculino por Samuel Phillips Jr., miembro de la importante familia revolucionaria Phillips. El sello del colegio, que incluye abejas, un panal, el sol y el lema Non Sibi, fue diseñado por Paul Revere. George Washington hizo un discurso en el colegio durante el primer año y estaba tan impresionado que recomendó que sus sobrinos estudiaran ahí, lo cual hicieron. Uno de los famosos retratos de Washington está colgado encima del escritorio de la entrada. John Hancock, uno de los firmantes de la Declaración de Independencia de los Estados Unidos, firmó los artículos para entrar en el colegio.

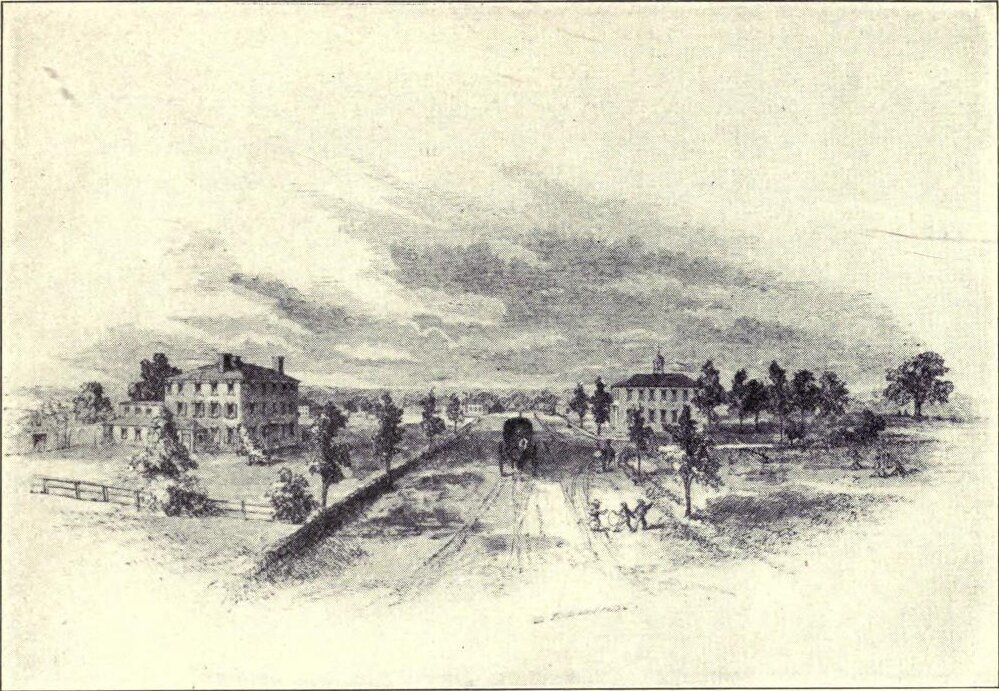
Phillips en 1786

La Phillips Exeter Academy, fundada tres años después (1781) en Exeter, Nuevo Hampshire, por el tío de Samuel Phillips Jr., Dr. John Phillips, es la escuela rival por excelencia de Andover. La Phillips Academy Andover y la Phillips Exeter Academy son el equivalente más cercano a los tradicionales colegios británicos de Eton y Harrow.
Los nombres Andover y Exeter sirven normalmente para distinguir entre Phillips Academy Andover y Phillips Academy Exeter, respectivamente. Los equipos de fútbol americano de los dos han competido casi todos los años desde 1878, haciendo que la rivalidad sea considerada como una de las más antiguas del país entre dos colegios. El campus de Andover fue diseñado por Frederick Law Olmsted, diseñador de Central Park en la ciudad de Nueva York. El diseño es dominado por arquitectura neogeorgiana que está centrada alrededor de un gran césped (Great Lawn en inglés). Las estructuras del campus incluyen el Memorial Bell Tower (un campanario en memoria de los 85 estudiantes que murieron en la Primera Guerra Mundial), Samuel Phillips Hall, Bulfinch Hall y Pearson Hall.

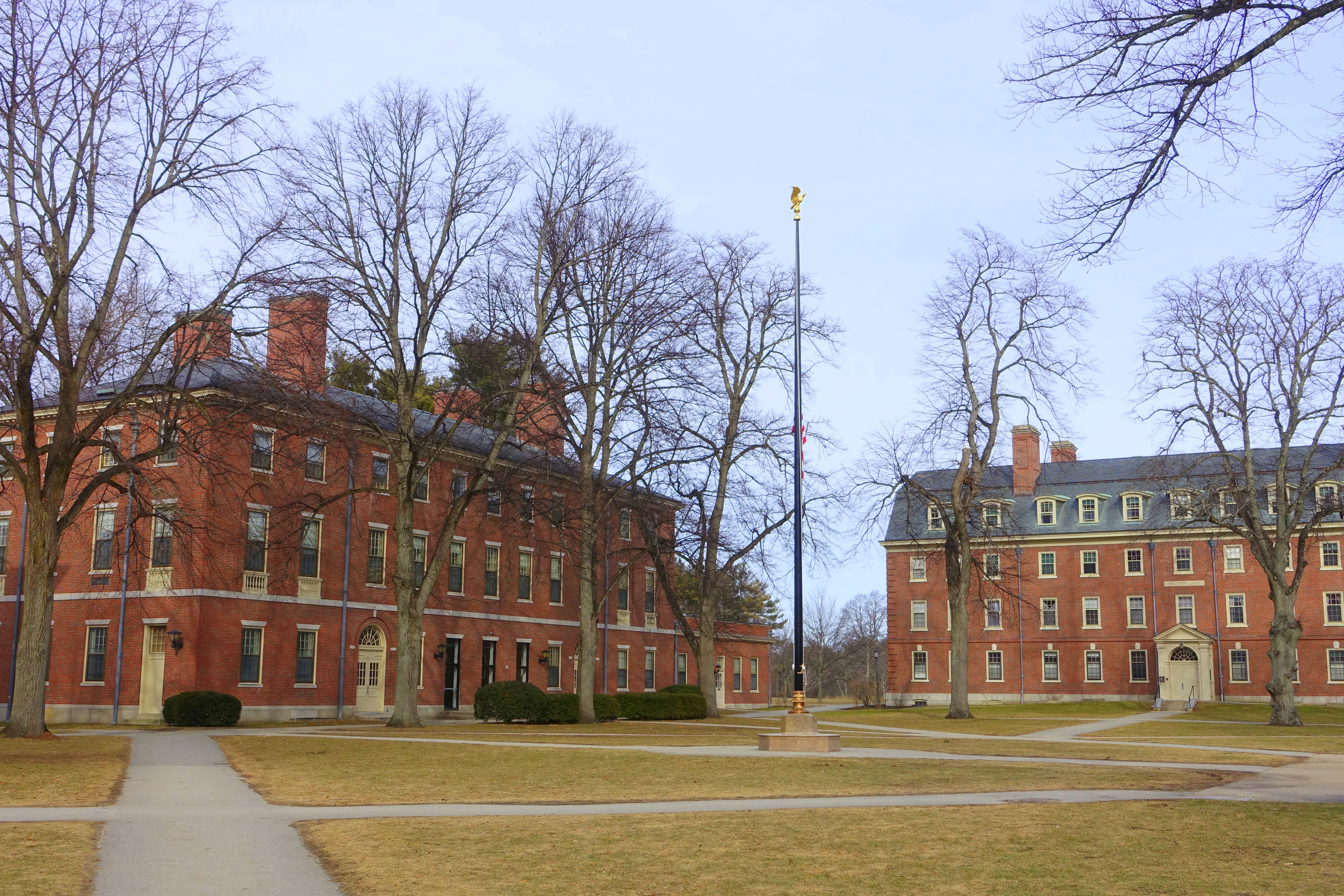
Campus central de Phillips Academy

En 1973, la Phillips Academy se combinó con Abbot Academy, la cual recibió el nombre de Sarah Abbot y fue fundada en 1829, siendo por tanto el primer colegio femenino en Nueva Inglaterra.

## Rendimiento académico
El colegio cuenta con un currículo riguroso, con el objetivo de preparar de la mejor forma posible a sus alumnos. Es conocido por sus resultados en el ámbito académico, puntuando una media de 697 en el SAT verbal y 691 en el de matemáticas en 2005.
Phillips ha educado a dos presidentes estadounidenses, George H. W. Bush, y George W. Bush, así como a una innumerable lista de personas notables y seis portadores de la Medalla de Honor Americana.

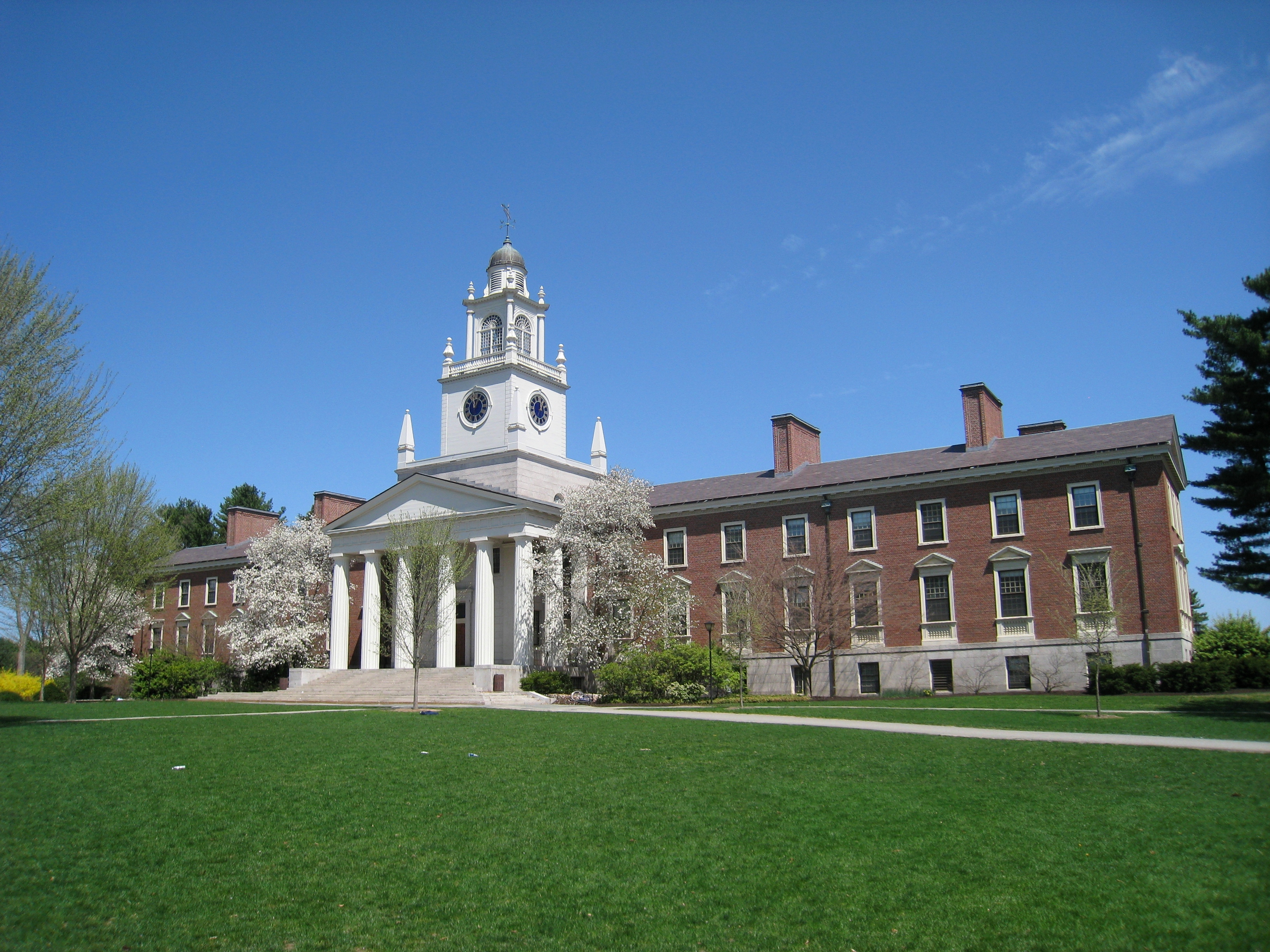
Vista del Samuel Phillips Hall

## Instalaciones
El Addison Gallery of American Art (Galería de Arte Americano Addison) es un museo de arte que fue donado al colegio por el alumno Thomas Cochran. Es considerado uno de los museos pequeños más finos de América y los dos últimos directores han seguido a trabajar en el Yale Art Gallery y el Whitney Museum of American Art. Su colección permanente incluye “Eight Bells” por Winslow Homer y trabajos por John Singleton Copley, Benjamin West, Thomas Eakins, James McNeill Whistler, Frederic Remington, George Bellows, Edward Hopper, Georgia O'Keeffe, Jackson Pollock, Frank Stella y Andrew Wyeth. El museo fue uno de los primeros en coleccionar obras de fotografía y tomar un interés en artistas como Caleton Watkins y Margaret Bourke-White, el resultado siendo que su colección de fotografías es comparable con las de los grandes museos de América. Otro aspecto sobresaliente del museo es la colección de arte decorativo, con muebles y plata de la era pre-colonial de América, y una colección de barcos a escala de la era colonia. Exhibiciones rotatorias están abiertas a los estudiantes del colegio y el público también.
Cochran Chapel, una iglesia neo-gregoriana ubicada en norte del campus, es el centro religioso para los estudiantes y los profesores. En este edificio se encuentra el Departamento de Religión y Filosofía, y las oficinas del Programa de Servicio Comunitario. La iglesia es anfitriona de muchos conciertos, discursos y encuentros durante el año. Los miércoles el colegio se reúne aquí para la asamblea semanal.

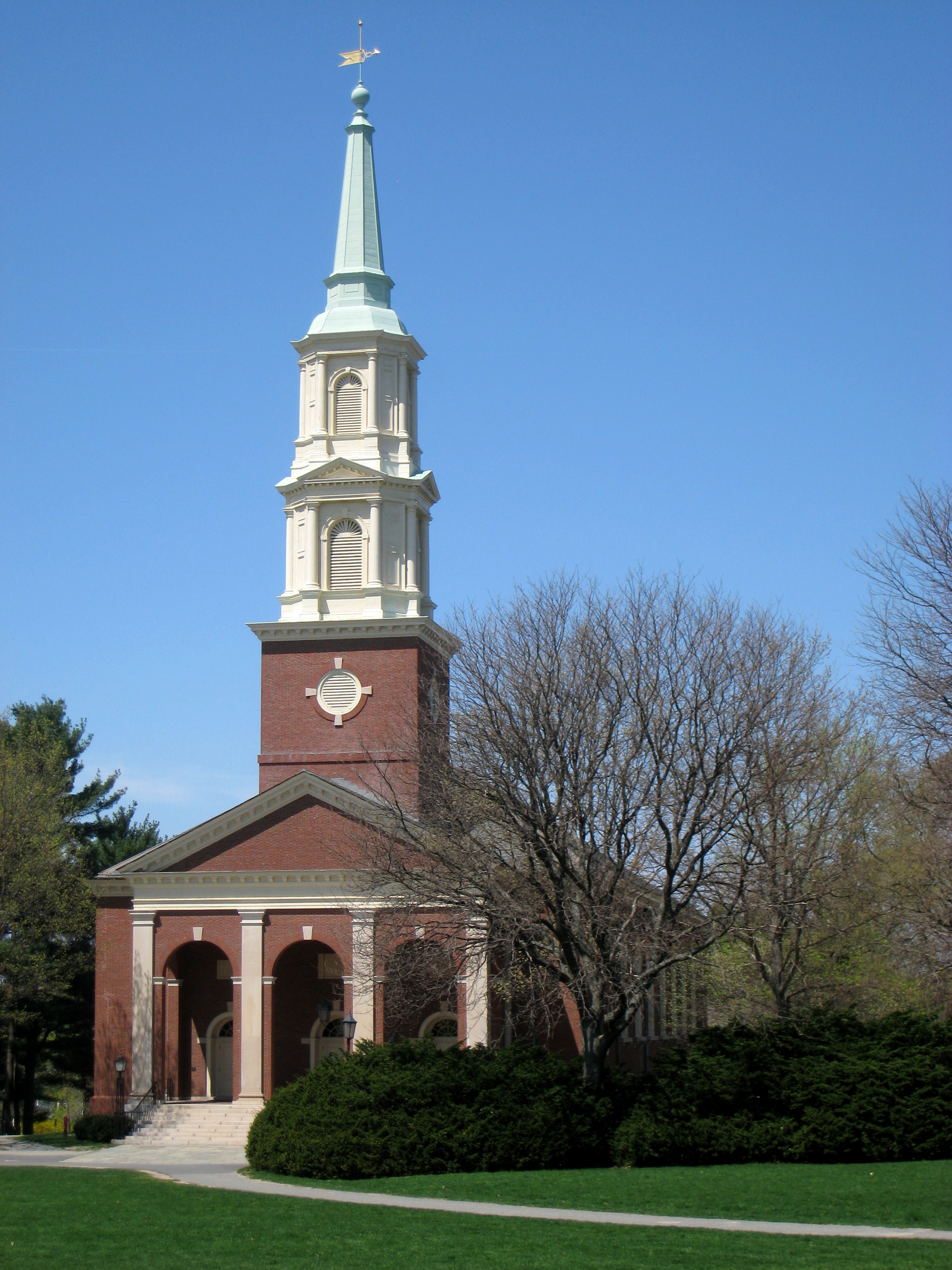
Capilla del colegio

Paresky Commons es el comedor del colegio. Tiene cuatro comedores grandes junto con tres salones pequeños que pueden ser utilizados por clases y seminarios, o para comer en un entorno más personal. En el sótano del edificio está Suzie's, un lugar donde los estudiantes pueden ver televisión en pantalla grande, hacer bailes colegiales, y comer del restaurante que está ubicado ahí.
George Washington Hall (GW) fue construido en 1926. El edificio contiene las oficinas administrativas del colegio, la oficina de correo del colegio, los salones del departamento de arte, el Centro Audio-Visual Polk-Lillard, el Teatro Tang, y el Teatro Steinbach.
Graves Hall es el edificio de música que contiene salones, una biblioteca de música, cuartos de práctica, y un salón de conciertos.
El Robert S. Peabody Museum (Museo Robert S. Peabody) fue fundado en 1901. Su colección arqueológica de objetos de los indígenas americanos es considerada como una de las más importantes de los Estados Unidos. La colección incluye materiales que vienen desde el Paleoindio (hace más de 10 000 años) hasta el presente. Las piezas que conforman sus colecciones provienen del Noreste, Sureste, Centro, y Suroeste de Estados Unidos, México, y el Ártico. Hoy en día está abierto solo por cita previa debido a sus altos costos de mantenimiento y su baja asistencia.

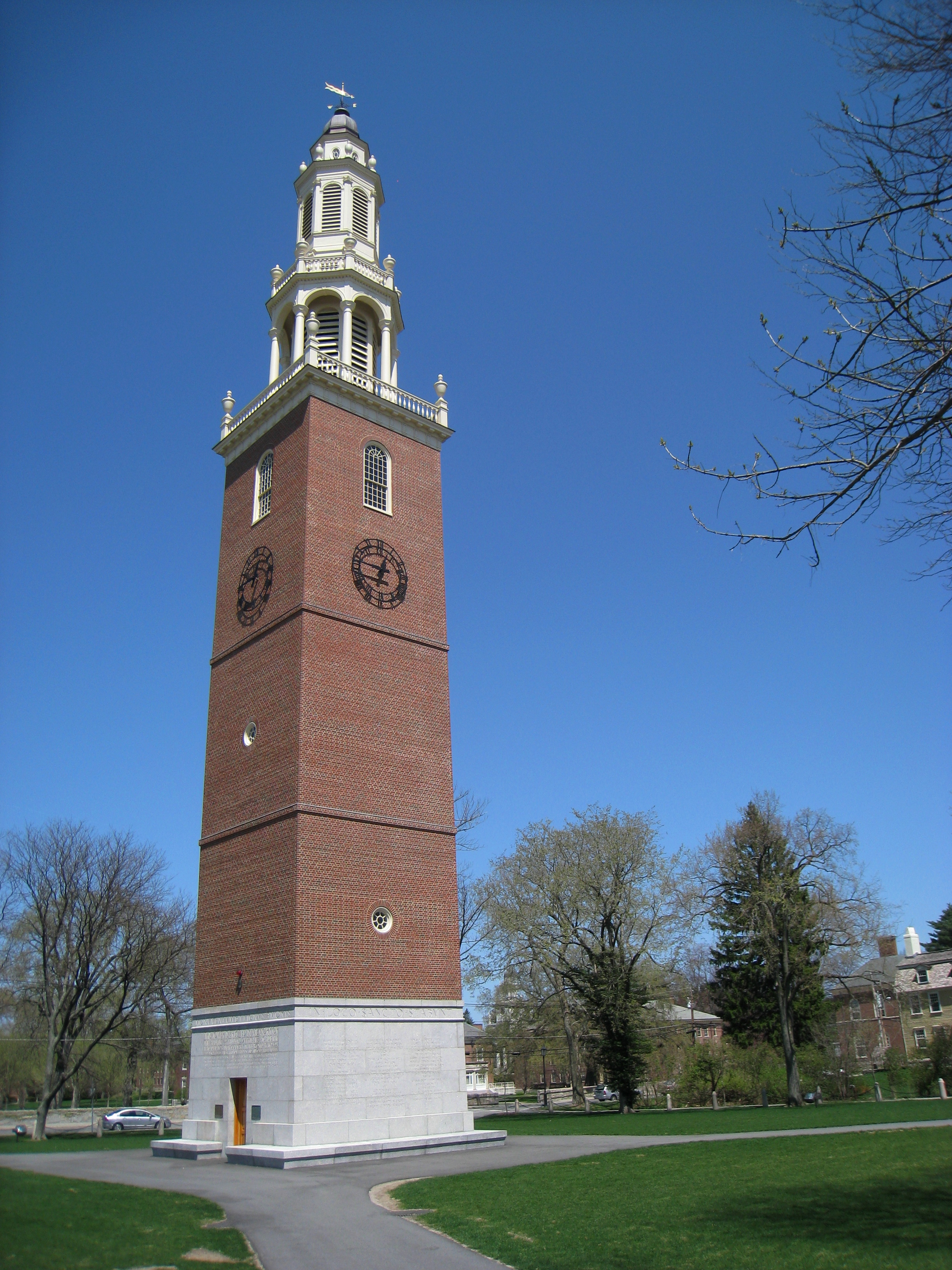
Torre en memoria a los caídos en la guerra

Bulfinch Hall. Fue diseñado por el arquitecto Charles Bulfinch y construido en 1819. Hoy en día es el edificio del departamento de inglés.
El Gelb Science Center (Centro de Ciencias Gelb) fue pagado en su mayoría por el alumno Richard Gelb, quien se graduó del colegio en el año 1941. El edificio se inauguró en enero de 2004, contiene veinte laboratorios, varios salones, áreas de estudio, pequeños auditorios, y un observatorio astronómico en el techo. La edificación es la más nueva del campus.
Graham House es usado por el departamento de psicología del colegio para dictar unas clases y también para proveer oficinas y áreas de encuentro entre los estudiantes y los consejeros psicológicos.
Morse Hall es el edificio del departamento de matemáticas que también tiene las oficinas para las publicaciones estudiantiles y WPAA – la estación de radio estudiantil. El edificio fue nombrado en honor de Samuel Morse, quien inventó el telégrafo.
Oliver Wendell Holmes Library (Biblioteca Oliver Wendell Holmes). Fue nombrada en honor al poeta Oliver Wendell Holmes Sr. quien se graduó de Phillips Academy en 1825. La biblioteca contiene 120 000 libros, el centro de computación del colegio, una biblioteca de videos y suscripciones a más o menos 250 revistas y periódicos.
Samuel Phillips Hall, conocido entre los estudiantes y profesores como “Sam Phil”, fue construido en 1924 en honor a fundador del colegio. El departamento de Lenguajes, y el departamento de Historia y Ciencias Sociales comparten el edificio. También hay un “Language Learning Center” (Centro de Aprendizaje de Lenguajes) que es un centro de computación con programas diseñados para complementar el trabajo hecho en las clases de lenguajes.
Pearson Hall, el cual fue nombrado en honor al primer director del colegio, Eliphalet Pearson, es el edificio de los clásicos. Las únicas materias que utilizan el edificio son Latín, Griego, Literatura Griega, Mitología, y Etimología.

## Vida extraescolar

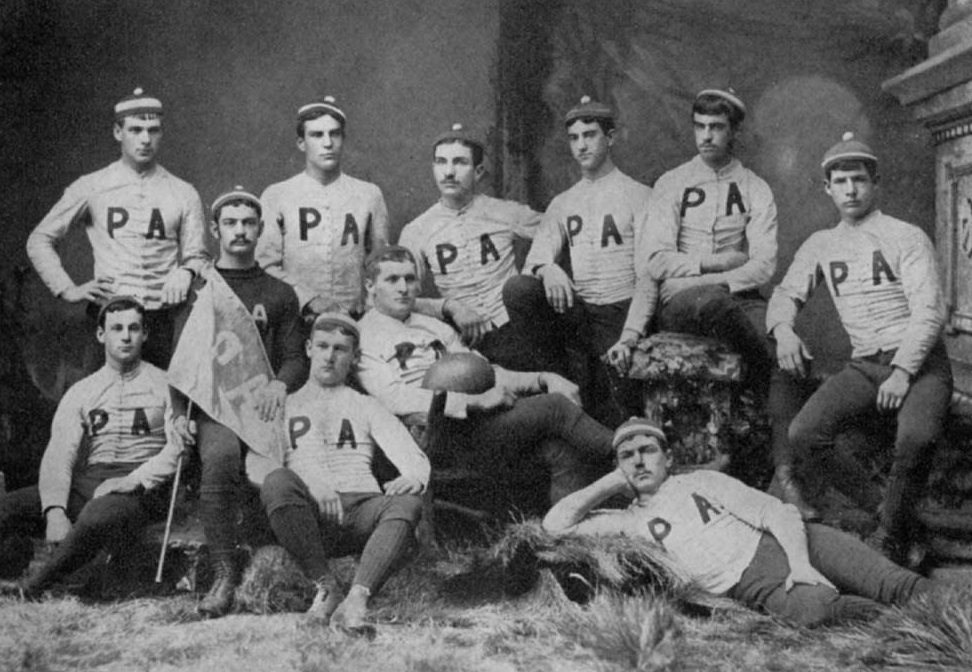
Equipo de fútbol de Phillips Academy posando en 1883 para el periódico "The Phillipian"

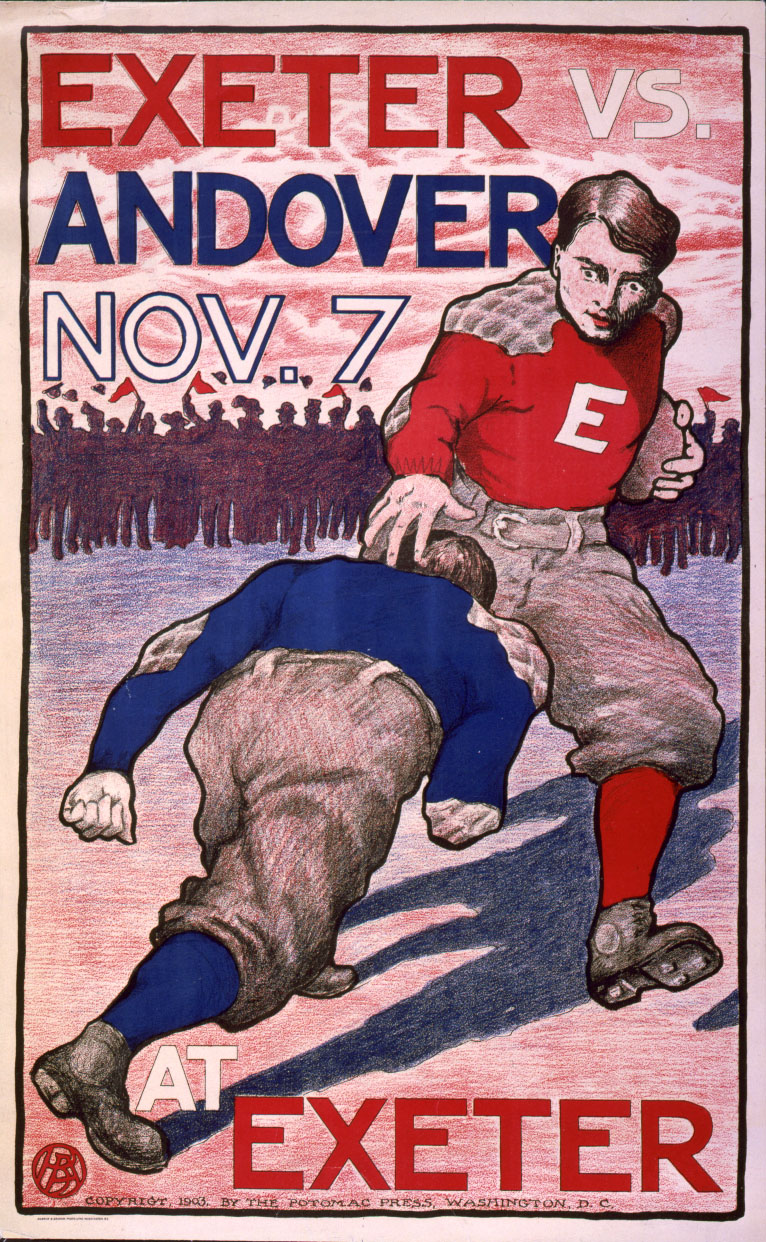
Cartel publicitario de un partido de Fútbol Americano entre Andover y Exeter

El colegio ofrece un currículo amplio y actividades extracurriculares que incluyen: conjuntos musicales, 30 deportes competitivos, obras de teatro, publicaciones estudiantiles y clubes.
Phillips también cuenta con varias residencias para los 800 estudiantes que viven en el campus de colegio. La cantidad de estudiantes viviendo en los dormitorios puede variar entre 4 y 40 dependiendo del tamaños del edificio. Dos dormitorios notables son, America House, donde el himno patriótico, America, fue escrito por Samuel F. Smith cuando vivía ahí, y Stowe House, donde la escritora Harriet Beecher Stowe (autora de Uncle Tom's Cabin) vivió cuando su esposo fue profesor del Andover Theological Seminary. Stowe también está enterrada en un cementerio que existe en el campus detrás de Samuel Phillips.
Los dormitorios están divididos entre cuartos individuales (en inglés “singles”) y cuartos compartidos entre dos personas (en inglés “doubles”). Los dormitorios también cuentan con un salón común que tiene muebles para sentarse y hablar, una televisión, y dependiendo del tamaño, puede incluir una mesa de billar. Todos los dormitorios cuentan con una nevera y un microondas para que los estudiantes que quieran puedan mantener algo para comer cuando no puedan ir a la cafetería.

## Profesores notables
- Kathleen Dalton, Profesora de Historia y autora de Theodore Roosevelt : A Strenuous Life
- Diane Moore, Profesora de Filosofía y Estudios Religiosos, y miembro de la facultad de Harvard Divinity School